# Tethina luteosetosa
Tethina luteosetosa är en tvåvingeart som beskrevs av Beschovski och Nartshuk 1997. Tethina luteosetosa ingår i släktet Tethina och familjen Canacidae. Inga underarter finns listade i Catalogue of Life.